# Campionato mondiale di roller derby
Il campionato mondiale di roller derby è una competizione sportiva internazionale a cadenza triennale, in cui si assegna il titolo mondiale di roller derby femminile.

## Elenco edizioni
| Anno          | Ospitante                    |             | Finale    | Finale      | Finale      |           | Finale terzo e quarto posto | Finale terzo e quarto posto | Finale terzo e quarto posto |
| Anno          | Ospitante                    | Vincente    | Risultato | 2º posto    | 3º posto    | Risultato | 4º posto                    |                             |                             |
| 2011 Dettagli | Canada Toronto               | Stati Uniti | 336 - 33  | Canada      | Inghilterra | 203 - 85  | Australia                   |                             |                             |
| 2014 Dettagli | Stati Uniti d'America Dallas | Stati Uniti | 219 - 105 | Inghilterra | Australia   | 197 - 128 | Canada                      |                             |                             |
| 2018 Dettagli | Inghilterra Manchester       | Stati Uniti | 187 - 146 | Australia   | Canada      | 173 - 147 | Inghilterra                 |                             |                             |

## Partecipazioni e prestazioni nelle fasi finali
Legenda
| -: non qualificata. R: ritiratasi prima dell'inizio del torneo. S: squalificata. Q: qualificata per un torneo ancora da disputarsi. 1T: eliminata al primo turno. | 2T: eliminata al secondo turno OF: eliminata agli ottavi di finale. QF: eliminata ai quarti di finale. 2ª - 30ª: dalla seconda alla trentesima classificata. V: campione. |

| Nazionale         | 2011 | 2014 | 2018     | Partecip. | Vittorie | Secondi posti | Terzi posti |
| ----------------- | ---- | ---- | -------- | --------- | -------- | ------------- | ----------- |
| Stati Uniti       | V    | V    | V        | 3         | 3        | -             | -           |
|                   |      |      |          |           |          |               |             |
| Australia         | 4ª   | 3ª   | 2ª       | 3         | -        | 1             | 1           |
| Canada            | 2ª   | 4ª   | 3ª       | 3         | -        | 1             | 1           |
| Inghilterra       | 3ª   | 2ª   | 4ª       | 3         | -        | 1             | 1           |
|                   |      |      |          |           |          |               |             |
| Finlandia         | 5ª   | 5ª   | 5ª       | 3         | -        | -             | -           |
| Francia           | 7ª   | 9ª   | 6ª       | 3         | -        | -             | -           |
| Svezia            | 6ª   | 7ª   | 7ª       | 3         | -        | -             | -           |
| Argentina         | 13ª  | 8ª   | 8ª       | 3         | -        | -             | -           |
| Spagna            | -    | 24ª  | 9ª       | 2         | -        | -             | -           |
| Nuova Zelanda     | 8ª   | 6ª   | 10ª      | 3         | -        | -             | -           |
| Galles            | -    | 17ª  | 11ª      | 2         | -        | -             | -           |
| Scozia            | 11ª  | 13ª  | 12ª      | 3         | -        | -             | -           |
| Germania          | 9ª   | 18ª  | 13ª      | 3         | -        | -             | -           |
| Irlanda           | 10ª  | 10ª  | 14ª      | 3         | -        | -             | -           |
| Messico           | -    | 21ª  | 15ª      | 2         | -        | -             | -           |
| Belgio            | -    | 11ª  | 16ª      | 2         | -        | -             | -           |
| Filippine         | -    | -    | 1T (17ª) | 1         | -        | -             | -           |
| Danimarca         | -    | 19ª  | 1T (18ª) | 2         | -        | -             | -           |
| Brasile           | 12ª  | 14ª  | 1T (19ª) | 3         | -        | -             | -           |
| Norvegia          | -    | 16ª  | 1T (20ª) | 2         | -        | -             | -           |
| Paesi Bassi       | -    | 12ª  | 1T (21ª) | 2         | -        | -             | -           |
| Corea del Sud     | -    | -    | 1T (22ª) | 1         | -        | -             | -           |
| Italia            | -    | 23ª  | 1T (23ª) | 2         | -        | -             | -           |
| Iran              | -    | -    | 1T (24ª) | 1         | -        | -             | -           |
| Indie Occidentali | -    | 15ª  | 1T (25ª) | 2         | -        | -             | -           |
| Portogallo        | -    | 25ª  | 1T (26ª) | 2         | -        | -             | -           |
| Team Indigenous   | -    | -    | 1T (27ª) | 1         | -        | -             | -           |
| Svizzera          | -    | 27ª  | 1T (28ª) | 2         | -        | -             | -           |
| Polonia           | -    | -    | 1T (29ª) | 1         | -        | -             | -           |
| Giappone          | -    | 29ª  | 1T (30ª) | 2         | -        | -             | -           |
| Rep. Ceca         | -    | -    | 1T (31ª) | 1         | -        | -             | -           |
| Austria           | -    | -    | 1T (32ª) | 1         | -        | -             | -           |
| Grecia            | -    | 26ª  | 1T (33ª) | 2         | -        | -             | -           |
| Russia            | -    | -    | 1T (34ª) | 1         | -        | -             | -           |
| Sudafrica         | -    | 28ª  | 1T (35ª) | 2         | -        | -             | -           |
| Islanda           | -    | -    | 1T (36ª) | 1         | -        | -             | -           |
| Romania           | -    | -    | 1T (37ª) | 1         | -        | -             | -           |
| Costa Rica        | -    | -    | 1T (38ª) | 1         | -        | -             | -           |
| Colombia          | -    | 20ª  | -        | 1         | -        | -             | -           |
| Cile              | -    | 22ª  | -        | 1         | -        | -             | -           |
| Porto Rico        | -    | 30ª  | -        | 1         | -        | -             | -           |